# Grand Prix na Żużlu 2023
Grand Prix na Żużlu 2023 (SGP) – dwudziesty dziewiąty sezon walki najlepszych żużlowców o medale indywidualnych mistrzostw świata w formule Grand Prix. Był to drugi sezon, w którym rolę promotora cyklu pełniła grupa Warner Bros. Discovery.

## Uczestnicy Grand Prix
Dziesiąty raz w historii cyklu Grand Prix stali uczestnicy mieli prawo wyboru własnych numerów startowych. Zawodnicy z wybranymi numerami w sezonie 2023 występują we wszystkich turniejach. 
Natychmiastową kwalifikację do turnieju uzyskała najlepsza szóstka zawodników z cyklu Grand Prix 2022 oraz najlepsza trójka zawodników Grand Prix Challenge 2022. Pozostałych sześciu zawodników zostało nominowanych do turnieju przez promotora cyklu. Dodatkowo na każdą rundę zostaje przyznawana „dzika karta” oraz wybieranych jest dwóch zawodników rezerwowych (rezerwy toru).
Równocześnie siedmiu zawodników zostało wpisanych na listę kwalifikowanej rezerwy (zawodnicy kwalifikowanej rezerwy), przez co w wyniku np. kontuzji stałego uczestnika cyklu zastąpią go w danej rundzie. 

### Stali uczestnicy
| Lp. | Nr  | Zawodnik         | Miejsce w 2022 | Występ | Historia występów                           | Uwagi                                                        |
| --- | --- | ---------------- | -------------- | ------ | ------------------------------------------- | ------------------------------------------------------------ |
| 1   | 95  | Bartosz Zmarzlik | 1              | 8      | 2012-2015, 2016-2022                        | Mistrz Świata 2022                                           |
| 2   | 30  | Leon Madsen      | 2              | 5      | 2010, 2013 2019-2022                        | Wicemistrz Świata 2022, Mistrz Europy 2022                   |
| 3   | 71  | Maciej Janowski  | 3              | 9      | 2008, 2012, 2014, 2015-2022                 | II Wicemistrz Świata 2022                                    |
| 4   | 66  | Fredrik Lindgren | 4              | 14     | 2004, 2006-2007, 2008-2014, 2016, 2017-2022 | 4. miejsce w Grand Prix 2022                                 |
| 5   | 505 | Robert Lambert   | 5              | 3      | 2015, 2018-2019, 2021-2022                  | 5. miejsce w Grand Prix 2022                                 |
| 6   | 99  | Daniel Bewley    | 6              | 2      | 2018, 2022                                  | 6. miejsce w Grand Prix 2022, 2. miejsce w GP Challenge 2022 |
| 7   | 692 | Patryk Dudek     | 7              | 6      | 2016, 2017-2020, 2022                       | stała dzika karta                                            |
| 8   | 108 | Tai Woffinden    | 8              | 12     | 2010, 2011, 2013-2022                       | stała dzika karta                                            |
| 9   | 54  | Martin Vaculík   | 9              | 8      | 2012, 2013, 2017-2022                       | stała dzika karta                                            |
| 10  | 69  | Jason Doyle      | 10             | 9      | 2015-2022                                   | stała dzika karta                                            |
| 11  | 155 | Mikkel Michelsen | 11             | 3      | 2015, 2018-2019, 2020, 2021, 2022           | stała dzika karta                                            |
| 12  | 25  | Jack Holder      | 12             | 2      | 2016, 2020, 2022                            | 3. miejsce w GP Challenge 2022                               |
| 13  | 46  | Max Fricke       | 13             | 4      | 2016-2017, 2019, 2020-2022                  | 4. miejsce w GP Challenge 2022                               |
| 14  | 105 | Anders Thomsen   | 14             | 3      | 2016, 2020, 2021-2022                       | stała dzika karta                                            |
| 15  | 233 | Kim Nilsson      | —              | debiut | 2012-2014, 2016-2017                        | 1. miejsce w GP Challenge 2022                               |

### Dzika karta i rezerwowi toru
| Lp. | Grand Prix        | Dzika karta                                  | Rezerwowy 1                                     | Rezerwowy 2                                       |
| --- | ----------------- | -------------------------------------------- | ----------------------------------------------- | ------------------------------------------------- |
| 1   | Chorwacji         | (16) Matej Žagar                             | (17) Nick Škorja                                | (18) Norbert Magosi                               |
| 2   | Polski I          | (16) Dominik Kubera (17) Bartłomiej Kowalski | (17) Bartłomiej Kowalski (18) Wiktor Przyjemski | (18) Wiktor Przyjemski (19) Kacper Pludra         |
| 3   | Czech             | (16) Václav Milík                            | (17) Jan Kvěch                                  | (18) Eduard Krčmář                                |
| 4   | Niemiec           | (16) Kai Huckenbeck                          | (17) Norick Blödorn                             | (18) Michael Härtel                               |
| 5   | Polski II         | (16) Szymon Woźniak                          | (17) Oskar Fajfer                               | (18) Wiktor Jasiński                              |
| 6   | Szwecji           | (16) Jacob Thorssell                         | (17) Filip Hjelmland                            | (18) Casper Henriksson                            |
| 7   | Łotwy             | (16) Andžejs Ļebedevs (16) Francis Gusts     | (17) Francis Gusts (17) Ričards Ansviesulis     | (18) Ričards Ansviesulis (18) Ernests Matjušonoks |
| 8   | Wielkiej Brytanii | (16) Steve Worrall                           | (17) Anders Rowe                                | (18) Jason Edwards                                |
| 9   | Danii             | (16) Rasmus Jensen                           | (17) Mads Hansen                                | (18) Benjamin Basso                               |
| 10  | Polski III        | (16) Dominik Kubera                          | (17) Mateusz Cierniak                           | (18) Bartłomiej Kowalski                          |

### Stali rezerwowi
|    | Nr  | Zawodnik         |
| -- | --- | ---------------- |
| R1 | 29  | Andžejs Ļebedevs |
| R2 | 201 | Jan Kvěch        |
| R3 | 744 | Kai Huckenbeck   |
| R4 | 22  | Luke Becker      |
| R5 | 96  | Dimitri Bergé    |
| R6 | 281 | Timi Salonen     |
| R7 | 788 | Marko Łewiszyn   |

## Kalendarz 2023
Do kalendarza po sześciu latach powróciły zawody o Grand Prix Łotwy. Pierwszy raz w historii turniej będzie miał miejsce w Rydze (wcześniej odbywał się w Dyneburgu). 
| Lp. | Data        | Grand Prix        | Stadion                      | Miasto              | Zwycięzca        |        |
| --- | ----------- | ----------------- | ---------------------------- | ------------------- | ---------------- | ------ |
| 1   | 29 kwietnia | Chorwacji         | Stadion Milenium             | Goričan             | Bartosz Zmarzlik | Wyniki |
| 2   | 13 maja     | Polski I          | Narodowy                     | Warszawa            | Fredrik Lindgren | Wyniki |
| 3   | 3 czerwca   | Czech             | Markéta                      | Praga               | Martin Vaculík   | Wyniki |
| 4   | 10 czerwca  | Niemiec           | Bergring Arena               | Teterow             | Bartosz Zmarzlik | Wyniki |
| 5   | 24 czerwca  | Polski II         | im. Edwarda Jancarza         | Gorzów Wielkopolski | Bartosz Zmarzlik | Wyniki |
| 6   | 15 lipca    | Szwecji           | G&B Arena                    | Målilla             | Daniel Bewley    | Wyniki |
| 7   | 12 sierpnia | Łotwy             | Biķernieku spīdveja stadions | Ryga                | Bartosz Zmarzlik | Wyniki |
| 8   | 2 września  | Wielkiej Brytanii | Millennium Stadium           | Cardiff             | Martin Vaculík   | Wyniki |
| 9   | 16 września | Danii             | Vojens Speedway Center       | Vojens              | Leon Madsen      | Wyniki |
| 10  | 30 września | Polski III        | Motoarena                    | Toruń               | Bartosz Zmarzlik | Wyniki |

## Wyniki i klasyfikacje
| Zawodnik zakwalifikowany do przyszłorocznego GP |
| Stali uczestnicy                                |
| Dzika karta, stali rezerwowi, rezerwa toru      |

| Lp.                   | Zawodnik                     | Suma | HRV | PL1 | CZE | DEU | PL2 | SWE | LVA | GBR | DNK | PL3 |
| 1                     | (95) Bartosz Zmarzlik        | 158  | 20  | 16  | 14  | 20  | 20  | 12  | 20  | 16  | –   | 20  |
| 2                     | (66) Fredrik Lindgren        | 150  | 16  | 20  | 11  | 5   | 16  | 14  | 18  | 14  | 18  | 18  |
| 3                     | (54) Martin Vaculík          | 125  | 9   | 12  | 20  | 7   | 3   | 18  | 16  | 20  | 8   | 12  |
| 4                     | (25) Jack Holder             | 123  | 8   | 18  | 16  | 16  | 11  | 10  | –   | 18  | 16  | 10  |
| 5                     | (30) Leon Madsen             | 111  | 4   | 8   | 18  | 12  | 18  | 3   | 10  | 2   | 20  | 16  |
| 6                     | (505) Robert Lambert         | 108  | 18  | 5   | 9   | 10  | 12  | 9   | 8   | 12  | 14  | 11  |
| 7                     | (99) Daniel Bewley           | 104  | 10  | 10  | 12  | 9   | 8   | 20  | 9   | 8   | 12  | 6   |
| 8                     | (69) Jason Doyle             | 96   | 14  | 14  | 8   | 18  | 14  | 1   | 12  | 6   | 1   | 8   |
| 9                     | (46) Max Fricke              | 83   | 7   | 11  | 6   | 3   | 7   | 11  | 11  | 9   | 9   | 9   |
| 10                    | (692) Patryk Dudek           | 76   | 6   | 1   | 10  | 6   | 5   | 16  | 4   | 10  | 4   | 14  |
| 11                    | (108) Tai Woffinden          | 64   | 12  | 9   | 3   | 8   | 9   | 5   | 14  | 4   | –   | –   |
| 12                    | (155) Mikkel Michelsen       | 56   | 11  | 6   | 5   | 2   | 4   | 4   | 5   | 5   | 11  | 3   |
| 13                    | (233) Kim Nilsson            | 44   | 2   | 2   | 2   | 14  | 2   | –   | 3   | 11  | 7   | 1   |
| 14                    | (71) Maciej Janowski         | 43   | 3   | 7   | 7   | 4   | 10  | 2   | 7   | 3   | –   | –   |
| 15                    | (105) Anders Thomsen         | 36   | 5   | 3   | 4   | 11  | 6   | 7   | 0   | –   | –   | –   |
| 16                    | (29) Andžejs Ļebedevs        | 31   | –   | –   | –   | –   | –   | 8   | 6   | 7   | 3   | 7   |
| 17                    | (16, 744) Kai Huckenbeck     | 11   | –   | –   | –   | 1   | –   | –   | –   | –   | 5   | 5   |
| 18                    | (17) Mads Hansen             | 10   | –   | –   | –   | –   | –   | –   | –   | –   | 10  | –   |
| 19                    | (16) Rasmus Jensen           | 6    | –   | –   | –   | –   | –   | –   | –   | –   | 6   | –   |
| 20                    | (16) Jacob Thorssell         | 6    | –   | –   | –   | –   | –   | 6   | –   | –   | –   | –   |
| 21                    | (17, 18) Bartłomiej Kowalski | 4    | –   | 4   | –   | –   | –   | –   | –   | –   | –   | ns  |
| 22                    | (16) Dominik Kubera          | 4    | –   | –   | –   | –   | –   | –   | –   | –   | –   | 4   |
| 23                    | (22) Luke Becker             | 2    | –   | –   | –   | –   | –   | –   | –   | –   | –   | 2   |
| 24                    | (18) Benjamin Basso          | 2    | –   | –   | –   | –   | –   | –   | –   | –   | 2   | –   |
| 25                    | (16) Francis Gusts           | 2    | –   | –   | –   | –   | –   | –   | 2   | –   | –   | –   |
| 26                    | (16) Steve Worrall           | 1    | –   | –   | –   | –   | –   | –   | –   | 1   | –   | –   |
| 27                    | (18) Ernests Matjušonoks     | 1    | –   | –   | –   | –   | –   | –   | 1   | –   | –   | –   |
| 28                    | (16) Szymon Woźniak          | 1    | –   | –   | –   | –   | 1   | –   | –   | –   | –   | –   |
| 29                    | (16) Václav Milík            | 1    | –   | –   | 1   | –   | –   | –   | –   | –   | –   | –   |
| 30                    | (16) Matej Žagar             | 1    | 1   | –   | –   | –   | –   | –   | –   | –   | –   | –   |
| 31                    | (17, 201) Jan Kvěch          | 0    | –   | –   | ns  | –   | –   | –   | –   | –   | 0   | –   |
| 32                    | (17) Mateusz Cierniak        | 0    | –   | –   | –   | –   | –   | –   | –   | –   | –   | ns  |
| 33                    | (17) Anders Rowe             | 0    | –   | –   | –   | –   | –   | –   | –   | 0   | –   | –   |
| 34                    | (17) Ričards Ansviesulis     | 0    | –   | –   | –   | –   | –   | –   | 0   | –   | –   | –   |
| 35                    | (17) Filip Hjelmland         | 0    | –   | –   | –   | –   | –   | 0   | –   | –   | –   | –   |
| 36                    | (17) Oskar Fajfer            | 0    | –   | –   | –   | –   | ns  | –   | –   | –   | –   | –   |
| 37                    | (17) Norick Blödorn          | 0    | –   | –   | –   | ns  | –   | –   | –   | –   | –   | –   |
| 38                    | (18) Eduard Krčmář           | 0    | –   | –   | ns  | –   | –   | –   | –   | –   | –   | –   |
| 39                    | (18) Wiktor Przyjemski       | 0    | –   | ns  | –   | –   | –   | –   | –   | –   | –   | –   |
| 40                    | (17) Nick Škorja             | 0    | 0   | –   | –   | –   | –   | –   | –   | –   | –   | –   |
| 41                    | (18) Jason Edwards           | 0    | –   | –   | –   | –   | –   | –   | –   | 0   | –   | –   |
| 42                    | (18) Casper Henriksson       | 0    | –   | –   | –   | –   | –   | ns  | –   | –   | –   | –   |
| 43                    | (18) Wiktor Jasiński         | 0    | –   | –   | –   | –   | ns  | –   | –   | –   | –   | –   |
| 44                    | (18) Michael Härtel          | 0    | –   | –   | –   | ns  | –   | –   | –   | –   | –   | –   |
| 45                    | (19) Kacper Pludra           | 0    | –   | ns  | –   | –   | –   | –   | –   | –   | –   | –   |
| 46                    | (18) Norbert Magosi          | 0    | ns  | –   | –   | –   | –   | –   | –   | –   | –   | –   |
| Rezerwa kwalifikowana |                              |      |     |     |     |     |     |     |     |     |     |     |
|                       | (96) Dimitri Bergé           | —    | –   | –   | –   | –   | –   | –   | –   | –   | –   | –   |
|                       | (281) Timi Salonen           | —    | –   | –   | –   | –   | –   | –   | –   | –   | –   | –   |
|                       | (788) Marko Łewiszyn         | —    | –   | –   | –   | –   | –   | –   | –   | –   | –   | –   |
| Lp.                   | Zawodnik                     | Suma | HRV | PL1 | CZE | DEU | PL2 | SWE | LVA | GBR | DNK | PL3 |